# Ключ 96
| 玉                     | 玉            | 玉            |
| ---------------------- | ------------- | ------------- |
| 95                     | 96            | 97            |
| Піньінь:               | yù (wáng)     | yù (wáng)     |
| Чжуїнь:                | ㄨㄤˊ         | ㄨㄤˊ         |
| Вейд-Джайлз:           | yü4           | yü4           |
| Ютпхін:                | juk6          | juk6          |
| Он:                    |               |               |
| Кун:                   |               |               |
| Кандзі:                | 玉偏 gyokuhen | 玉偏 gyokuhen |
| Хун:                   | 구슬 guseul   | 구슬 guseul   |
| Им:                    | 옥 ok         | 옥 ok         |
| Індекс у Вікісловнику: | 玉            | 玉            |

Ключ 96 — ієрогліфічний ключ, що означає дорогоцінний камінь і є одним із 23 (загалом існує 214) ключів Кансі, що складаються з п'яти рисок.
У Словнику Кансі 473 символи із 40 030 використовують цей ключ.

## Символи, що використовують ключ 96

Як писати ієрогліф.

| без додаткових | 玉 玊 王 |
| 1 додаткова    | 玌 玍 |
| 2 додаткові    | 玎 玏 玐 玑 |
| 3 додаткові    | 玒 玓 玔 玕 玖 玗 玘 玙 玚 玛                                                                                          |
| 4 додаткові    | 玜 玝 玞 玟 玠 玡 玢 玣 玤 玥 玦 玧 玨 玩 玪 玫 玬 玭 玮 环 现 玱                                                      |
| 5 додаткових   | 玲 玳 玴 玵 玶 玷 玸 玹 玺 玻 玼 玽 玾 玿 珀 珁 珂 珃 珄 珅 珆 珇珈 珉 珊 珋 珌 珍 珎 珏 珐 珑                         |
| 6 додаткових   | 珒 珓 珔 珕 珖 珗 珘 珙 珚 珛 珜 珝 珞 珟 珠 珡 珢 珣 珤 珥 珦 珧珨 珩 珪 珫 珬 班 珮 珯 珰 珱 珲                      |
| 7 додаткових   | 珳 珴 珵 珶 珷 珸 珹 珺 珻 珼 珽 現 珿 琀 琁 琂 球 琄 琅 理 琇 琈琉 琊 琋 琌 琍 琎 琏 琐 琑 琒 琓 琔                   |
| 8 додаткових   | 琕 琖 琗 琘 琙 琚 琛 琜 琝 琞 琟 琠 琡 琢 琮 琯 琰 琱 琲 琳 琴 琺琣 琤 琥 琦 琧 琨 琩 琪 琫 琬 琭 琵 琶 琷 琸 琹 琻 琼 |
| 9 додаткових   | 琽 琾 琿 瑀 瑁 瑂 瑃 瑄 瑅 瑆 瑇 瑈 瑉 瑊 瑋 瑌 瑍 瑎 瑏 瑐 瑑 瑒瑓 瑔 瑕 瑖 瑗 瑘 瑙 瑚 瑛 瑜 瑝 瑞 瑟 瑶             |
| 10 додаткових  | 瑠 瑡 瑢 瑣 瑤 瑥 瑦 瑧 瑨 瑩 瑪 瑫 瑬 瑭 瑮 瑯 瑰 瑱 瑲 瑳 瑴瑵 瑷 瑸                                                 |
| 11 додаткових  | 瑹 瑺 瑻 瑼 瑽 瑾 瑿 璀 璁 璂 璃 璄 璅 璆 璇 璈 璉 璊 璋 璌 璎 璓                                                      |
| 12 додаткових  | 璍 璏 璐 璑 璒 璔 璕 璖 璗 璘 璙 璚 璛 璜 璝 璞 璟 璠 璡 璢 璣 璤                                                      |
| 13 додаткових  | 璥 璦 璧 璨 璩 璪 璫 璬 璭 璮 璯 環 璱 璲 璳 璴                                                                        |
| 14 додаткових  | 璵 璶 璷 璸 璹 璺 璻 璼 璽 璾 璿 瓀 瓁 瓂                                                                              |
| 15 додаткових  | 瓃 瓄 瓅 瓆 瓇 瓈 瓉 瓊 瓋                                                                                             |
| 16 додаткових  | 瓌 瓍 瓎 瓏 瓐 瓑 瓒                                                                                                   |
| 17 додаткових  | 瓓 瓔 瓕 瓖 |
| 18 додаткових  | 瓗 瓘 瓙 |
| 19 додаткових  | 瓚 |
| 20 додаткових  | 瓛 |